# 교향곡 5번 (쇼스타코비치)
《교향곡 제5번 라단조 작품번호 47》은 드미트리 쇼스타코비치가 1937년 4월에서 7월까지 작곡한 교향곡이다. 1937년 11월 21일 레닌그라드에서 예브게니 므라빈스키 지휘, 레닌그라드 필하모니 교향악단의 연주로 초연하였다.

## 구성
곡의 전체는 4악장으로 되어 있다.
- 1악장: 모데라토, 라단조, 4/4박자
- 2악장: 알레그레토, 가단조, 3/4박자
- 3악장: 라르고, 올림바단조, 4/4박자
- 4악장: 알레그로 논 트로포, 라단조, 4/4박자

## 악기 편성
- 목관악기: 피콜로, 플루트2, 오보에2, 클라리넷2, 내림 마조 클라리넷, 바순2, 콘트라바순
- 금관악기: 호른4, 트럼펫(내림 나)3, 트롬본3, 튜바
- 타악기: 팀파니, 작은북, 트라이앵글, 심벌즈, 큰북, 탐탐, 글로켄슈필, 실로폰
- 건반악기: 피아노, 첼레스타
- 현악기: 하프2, 현악 5부